# 11927 Mount Kent
11927 Mount Kent là một tiểu hành tinh vành đai chính với chu kỳ quỹ đạo là 1502.8941358 ngày (4.11 năm).
Nó được phát hiện ngày 16 tháng 1 năm 1993.